# Aktionsschrift
Die Aktionsschrift ist ähnlich einer musikalischen Partitur und zählt zu den alternativen Notationssystemen. Musikalische Notation hat zwei grundlegende Funktionen: zum einen übersetzt sie die klanglichen Intentionen eines Komponisten in eine angemessene grafische Darstellung, zum anderen vermittelt sie Aufführungsanweisungen an den Interpreten. Die Aktionsschrift ihrerseits leitet den Interpreten zu verschiedenen Gesten an, welche mit oder ohne Klangerzeugung stattfinden können. Visuell besitzt sie keinen einheitlichen Maßstab und kann sowohl verschiedene Sprachen, Schriftzeichen, Symbole als auch graphische Notation oder rein verbale Anweisungen beinhalten.

## Geschichte
Bis ins 20. Jahrhundert orientierte man sich an traditioneller Notenschrift, gebunden an harmonische und rhythmische Grundbedingungen der Klassik und Romantik. Mit der Neuen Musik entwickelten sich Klangvorstellungen, welche sich mit der traditionellen Notation nicht fixieren ließen. Attribute wie Unbestimmtheit, Mehrdeutigkeit, Zufall (Aleatorik) und Geräusch nahmen Einzug in die Komposition und mussten kommuniziert werden. Ideen, die sich oft kaum in Worte fassen ließen, wurden ab den 1950er Jahren in der sogenannten Aktionsschrift kommuniziert. Gerade für Geräusche wurden neue Schriftzeichen entwickelt, welche nicht in aller Präzision die Aktion beschrieben, aber bildhaft-assoziative Informationen der Anschlagsdynamik, Geschwindigkeit und vor allem der Gestik vermittelten. Als Folge emanzipierte sich auch der Interpret gegenüber dem Komponisten, da sich der schöpferische Anteil am Werk neu gewichtete. Typisch für die Aktionsschriften ist auch das Fehlen einer zeitlichen Eingrenzung, viel Raum für Unbestimmtheit und die Aufforderung der Interpreten an das Publikum, die Darstellung eigens zu interpretieren.
Aktionsschriften finden große Anwendung in der Kunstrichtung Fluxus, einer internationalistischen avantgardistischen Kunstrichtung, die überwiegend in den 1960er und 1970er Jahren präsent war und die stark von dem Komponisten John Cage beeinflusst wurde. Erste Partituren entstanden zu seiner Zeit als Lehrer an der New York School. Zu seinen Schülern gehörten George Brecht, Al Hansen, Allan Kaprow und Alison Knowles. Deren Performance-Kunst wurde mit mündlichen Vorschlägen und Anweisungen dirigiert und fungierte daher als „typische Notation des Fluxus-Happenings“.

### Realisationsschrift
Im Kontext der sich entwickelnden Aktionsschrift entsteht auch die noch weitaus abstraktere Realisationsschrift, welche in der elektronischen Musik Gebrauch findet. Eine dieser Partituren ist Karlheinz Stockhausens Plus Minus (1963).

## Bekannte Werke
Ramón Barce (1928–2008) fasste einige neo-dadaistische Werke zusammen, welche gänzlich ohne Klang auskamen:
- Joseph Byrd (* 1937) – Stück für K. Maxfield: Sechs Musiker besteigen das Podium, klatschen einige Male in die Hände und ziehen sich dann zurück.
- George Brecht (1926–2008) – Quartett für Streicher: Die vier Musiker geben sich die Hand, begrüßen das Publikum und verschwinden.
- Nam June Paik (1932–2006) – Violinstück: Der Künstler hebt, als müsse er eine unheimliche rituelle Kraft überwinden, eine Geige hoch in die Luft. Er zerschmettert sie mit voller Kraft am Tisch.
- Ben Patterson (1934–2016) – Paper Music: Mehrere Musiker zerreißen eine Zeitlang größere Papierflächen (Plakat, spanische Wände und im Saal aufgehängte Wandbilder). Sie rufen dabei diverse dynamische Effekte hervor. In anderen Fällen wechseln die Prozeduren, oft wird auch der normale Klang eines Instrumentes miteinbezogen.[3]

Ein weiteres Werk, welches ebenfalls von dem amerikanischen Künstler George Brecht erstellt wurde, ist das Künstlerbuch Water Yam. Ursprünglich wurde das Künstlerbuch im Jahre 1963 in Deutschland veröffentlicht. Das Design für die Box entwarf George Maciunas, der Schriftsatz stammt von Tomas Schmit. Seitdem wurde das eigenständige Kunstwerk in verschiedenen Ländern wiederveröffentlicht. Water Yam gilt heute als eines der einflussreichsten Kunstwerke des Fluxus. Die Box, die manchmal auch als Fluxbox oder Fluxkit bezeichnet wird, enthält eine große Anzahl kleiner gedruckter Karten mit Anweisungen, die als Aktionsschriften oder Flux-Notationen bezeichnet werden.